# Cantonul Grimaud
Cantonul Grimaud este un canton din arondismentul Draguignan, departamentul Var, regiunea Provence-Alpes-Côte d'Azur, Franța.

## Comune
- Cogolin
- Grimaud (reședință)
- La Garde-Freinet
- Le Plan-de-la-Tour
- Sainte-Maxime